# Чиляев, Сергей Гаврилович
Сергей Гаврилович Чиляев (Челяев, Чиладзе) (1803—1864) — генерал-майор, Шемахинский военный губернатор, участник Среднеазиатских походов и Кавказских войн.

## Биография
Родился в 1803 году, происходил из грузинских дворян Тифлисской губернии. Образование получил в Горном корпусе. В военную службу вступил в 1817 году подпрапорщиком в лейб-гвардии Преображенский полк, однако вскоре был переведён юнкером в лейб-гвардии Финляндский полк, в котором служил его брат.
12 марта 1820 года Чиляев был произведён в прапорщики Нижегородского драгунского полка, в рядах которого принимал участие во многих войнах того времени на Кавказе. В 1821 году был рекомендован братом Егором к посвящению в масонскую ложу Умирающего сфинкса.
В ходе русско-персидской войны 1826—1828 годов Чиляев отличился в сражении под Елисаветполем. Затем он участвовал в осадах и штурмах Аббас-Абада, Сардар-Абада и Эривани, за что ему 25 января 1828 года была пожалована золотая сабля с надписью «За храбрость». Вслед за тем он был в походе до Тавриза и в 1827 году был произведён в штабс-капитаны.
В 1828 году он сражался с турками на Кавказе и участвовал во взятии Карса, Ахалкалак и Ахалциха. Также он отличился в сражениях при разбитии армий Коса-Мегмет-паши и Мустафа-паши.
В 1833 году Чиляев был переведён в Отдельный Оренбургский корпус с назначением адъютантом командира этого корпуса графа Перовского. В 1835 году зачислен в лейб-гвардии Гусарский полк с чином штабс-ротмистра и оставлением в прежней должности. В 1837 году Чиляев за отличие во время экспедиции на Мангышлак для наказания киргизов-адаевцев и туркмен за их разбойничьи набеги был произведён в ротмистры. В 1839—1840 годах он участвовал в Зимнем походе в Хиву.
В 1842 году Чиляев был назначен по особым поручениям при главноначальствующем Почтовым департаментом генерал-адъютанте Адлерберге.
В 1844 году Чиляев вновь оказался на Кавказе и принимал участие в экспедиции в Чечню, за отличие он был произведён в полковники с состоянием по кавалерии и оставлением в прежней должности. В 1849 году он был назначен состоять для особых поручений при главнокомандующем Отдельным Кавказским корпусом и 6 декабря 1850 года произведён в генерал-майоры с назначением Шемахинским военным губернатором и управляющим гражданской частью. В 1857 году он оставил эту должность и назначен состоять при Министерстве внутренних дел. В 1860 году он уехал в отпуск за границу.
Скончался в 1864 году.
Один его брат - Борис был генерал-майором и командовал Лезгинской пограничной линией, другой - Егор губернским прокурором Грузии.
Среди прочих наград Чиляев имел ордена:
- Орден Святой Анны 3-й степени с бантом (1826 год)
- Орден Святого Владимира 4-й степени с бантом (1827 год)
- Золотая сабля с надписью «За храбрость» (25 января 1828 года)
- Орден Святого Станислава 2-й степени (1832 год, императорская корона к этому ордену пожалована в 1840 году)
- Орден Святого Георгия 4-й степени (11 декабря 1840 года, за беспорочную выслугу 25 лет в офицерских чинах, № 6357 по кавалерскому списку Григоровича — Степанова)
- Орден Святой Анны 2-й степени (1844 год, императорская корона к этому ордену пожалована в 1850 году)
- Орден Святого Владимира 3-й степени (1853 год)